# Cornelio Galleo Wigwigan
Cornelio Galleo Wigwigan  (* 28. Mai 1942 in Sabangan; † 16. Mai 2005) war römisch-katholischer Apostolischer Vikar von Bontoc-Lagawe.

## Leben
Cornelio Galleo Wigwigan  empfing am 26. Dezember 1966 die Priesterweihe.
Papst Johannes Paul II. ernannte ihn am 19. März 2004 zum Apostolischen Vikar von Bontoc-Lagawe und zum Titularbischof von Vagrauta.  Der Apostolische Nuntius in Philippinen, Erzbischof Antonio Franco, spendete ihm am 14. Juli desselben Jahres die Bischofsweihe; Mitkonsekratoren waren Francisco F. Claver SJ, emeritierter Apostolischer Vikar von Bontoc-Lagawe und Carlito Cenzon CICM, Bischof von Baguio.
Im Alter von 63 Jahren starb er am 16. Mai 2005.